# Samodzielna Kompania Grenadierów
Samodzielna Kompania Grenadierów – polska jednostka specjalna z okresu II wojny światowej, planowana do użycia na terenie Francji, w ramach „pionu wojskowego” Akcji Kontynentalnej oraz na terenie Niemiec.

## Historia
Formowanie Samodzielnej Kompanii Grenadierów rozpoczęto w lutym 1943. Utworzono ją rozkazami: gen. Mariana Kukiela z 27 lipca 1943 oraz gen. broni Kazimierza Sosnkowskiego z 4 sierpnia 1943. Jej przeznaczeniem było prowadzenie działań dywersyjnych na obszarze Francji, w ramach Akcji Kontynentalnej we współpracy z Polską Organizacją Walki o Niepodległość działającą we Francji pod kryptonimem "Monika" w ramach operacji "Plan Bardsea", a także na terenie Niemiec. Dowódcą został major dyplomowany Edmund Galinat ps. „Zaremba”, od 20 grudnia 1943 dowództwo przejął mjr Stefan Szymanowski.
Jednostkę tworzono z ochotników, preferowano żołnierzy wywodzących się z Polonii francuskiej i polskich weteranów Legii Cudzoziemskiej oraz Polaków - dezerterów z Wehrmachtu.
26 lutego 1943 formacja rozpoczęła szkolenie, we współpracy z SOE (które użyczyło ośrodków szkoleniowych). Żołnierze ukończyli miesięczny kurs dywersji, następnie przeszkolenie spadochronowe oraz szkolenie zespołowe. Mieli być desantowani we Francji w rejonie Douai-Valenciennes, tam połączyć się z grupami bojowymi POWN, zniszczyć wybrane cele a następnie przejść do działań partyzanckich. Planowane działania ostatecznie odwołano z powodu dobrych postępów wojsk alianckich we Francji. Wysunięta przez polskie dowództwo, na przełomie sierpnia i września 1944, propozycja użycia jednostki do wsparcia powstania warszawskiego spotkała się z odmową. 7 września 1944 grupa bojowa "K" została wcielona do 1 Samodzielnej Brygady Spadochronowej.
Część grupy bojowej "S" odkomenderowana została do amerykańskiego ośrodka szkoleniowego jednostek specjalnych, którego komendantem został major Szymanowski. Jeden pluton grupy bojowej "S", dowodzony przez porucznika Zbigniewa Pierścianowskiego (który objął stanowisko ostatniego dowódcy Samodzielnej Kompanii Grenadierów) został odkomenderowany do Samodzielnego Wydziału Spraw Niemieckich, zaś pozostali żołnierze grupy "S" zostali wcieleni do 4 Dywizji Piechoty.

## Spadochroniarze do zadań specjalnych
Spadochroniarze Akcji Kontynentalnej
Za zgodą rządu R.P. na uchodźstwie ok. 25 żołnierzy z  Samodzielnej Kompanii Grenadierów, w ramach Akcji Kontynentalnej, jako agentów brytyjskiego SOE od maja 1943 do  września 1944 zrzucono na teren Francji:
Zrzuty 1943:
- 14/15-05-1943  (operacja Shaw 1): płk. ks. Konrad Stolarek, Jan Mika (radiotelegrafista)
- 23/24-07-1943  (operacja Covey): ppor. Antoni Puciłowski (radiotelegrafista), gen. bryg. Józef Zdrojewski, Francja – komendant pionu wojskowego Akcji
- grudzień 1943 (wysłani drogą lądową)  ppor. Zygmunt Nowak (radiotelegrafista), kpt. Tadeusz Werla

Zrzuty 1944:
- 6/7-01-1944  (operacja Colony):  sierż. Leon Zapała (radiotelegrafista), sierż. Bronisław Wieterski
- 5/6-02-1944  (operacja Batch):  ppor. Dominik Fijak, ppor. Stefan Lewandowski (radiotelegrafista)
- 5/6-02-1944  (operacja Bath):  sierż. Jan Grudziak (radiotelegrafista), por. Ludwik Raszka
- 7/8-02-1944  kpt. Brunon Semmerling
- 3/4-03-1944  (operacja Darlton):  por. Eugeniusz Biliński, kpt. Marian Cwancygier
- 3/4-03-1944  (operacja Dathworth):  ppor Bogdan Łoziński, sierż. Edward Bomba (radiotelegrafista), ppor. Zygmunt Mamczarski
- 5/6-03-1944  (operacja Darenth):  ppor. Józef Grzybowski – poległ podczas skoku z powodu nieotwarcia spadochronu, kpt. Władysław Ważny
- 9/10-04-1944  (operacja Davidstow I):  ppor. Henryk Bronicki, ppor. Tadeusz Krala
- 31-07/01-08-1944 (operacja Daversham): ppor. Bronisław Sierawski, ppor. Witold Sikorski
- 1/2-09-1944  sierż. Józef Persich

Spadochroniarze Project Eagle
Za zgodą rządu R.P. na uchodźstwie, 32 żołnierzy z Samodzielnej Kompanii Grenadierów, w ramach Project Eagle (projektu Orzeł), jako agentów OSS, tzw. Polish Joes (Joe w amerykańskim żargonie wojskowym oznacza agenta zrzuconego na teren wroga),  od marca  do kwietnia 1945 zrzucono na teren Niemiec:
- 11/12-03-1945 misja Singapore Sling - szer. Jan Dumka vel Prądzyński, szer. Ernest Mucioł vel Grimmel
- 18-03-1945 misja Sidecar - szer. Józef Gawor, kpr. Gerhard Nowicki
- 18/19-03-1945 misja Martini - sierż. Leon Adrian, st. szer. Józef Bartoszek
- 21-03-1945 misja Daiquiri - st. szer. Józef Matuszowicz, st. szer. Wilhelm Zagórski
- 23-03-1945 misja Alexander - st. szer. Jan Czogala vel Czogowski, st. szer. Jan Masłowski vel Józef Pająk
- 23-03-1945 misja Highball - kpr. Wiktor Szuli vel Czarnecki, kpr. Antoni Markotny
- 23/24-03-1945 misja Eggnog - kpr. Edmund Czapliński, st. szer. Zbigniew Gołąb
- 25-03-1945 misja Old Fashioned - szer Aleksander Banaszkiewicz vel Bogdanowicz, szer Zygfryd Kowalski vel Julian Sobiechowski
- 30-03-1945 misja Pink Lady - szer. Wacław Kujawski vel Chojnicki, st. szer. Zygmunt Tydda vel Orłowicz
- 31-03-1945 misja Zombie - szer. Władysław Wolny vel Piotrowski, st., szer Władysław Gatnar vel Turzecki
- 1/2-04-1945 misja Cuba Libra - szer. Józef Parlich vel Jankowski, szer Józef Kowalski vel Jasiak
- 7-04-1945 misja Manhattan - szer. Rene de Gaston, st. szer. Edmund Barski
- 9-04-1945 misja Orange Blossom - st. szer. Władysław Kocur vel Leszko - Sokołowski, szer. Józef Herzyk vel Talarek
- 9-04-1945 misja Planter's Punch - st. szer. Jan Prochowski vel Leon Górski, st. szer. Bolesław Wiśniewski vel Bronisław Gajewski
- 10-04-1945 misja Tom Collins - st. szer. Fryderyk Jarosz vel Franciszek Synowiec, kpr. Józef Piecha vel Celer
- 11/12-04-1945 misja Hot Punch - kpr. Zbigniew Paprzycki vel Strzeliński, st. szer. Tadeusz Hahn vel Rawski

## Dowódcy Samodzielnej Kompanii Grenadierów
- mjr Edmund Galinat (pod nazwiskiem Zaremba)
- mjr Stefan Szymanowski
- mjr Karol Kowalski
- kpt Adolf Stępień

## Organizacja
Początkowy etat kompanii wynosił 140 osób, został on powiększony do 182. Żołnierze mieli operować podzieleni na tzw. "piątki dywersyjne", w skład każdej z nich wchodzili:
- dowódca
- zastępca dowódcy
- miner
- strzelec wyborowy
- radiotelegrafista

W lutym 1944 oddział podzielono na dwie grupy. Grupa bojowa "K" (dowódca kapitan Karol Kowalski) skupiała Polaków związanych z Francją, zaś grupa bojowa "S" (dowódca porucznik Adolf Stępień – we wrześniu 1939 oficer 2 Pułku Piechoty Legionów) uciekinierów z Wehrmachtu. W skład grupy "K" wchodziło ponadto 15 ochotników z Polonii amerykańskiej oraz 5 żołnierzy brytyjskich.

## Umundurowanie
Grenadierzy nosili błękitny beret z orłem takim samym, jak w polskich oddziałach spadochronowych, błękitne patki z wiśniowymi wypustkami na kołnierzach, brytyjską odznakę "Special Force" naszywaną na prawe ramię oraz odznakę 1 Dywizji Grenadierów naszywaną na lewe ramię. W kompanii noszono zielone sznury do gwizdka: oficerowie - podwójne, szeregowcy - pojedyncze. Reszta wyposażenia była identyczna jak w brytyjskich jednostkach spadochronowych.